# Nematus bergmanni
Nematus bergmanni är en stekelart som beskrevs av Anders Gustav Dahlbom 1835. Nematus bergmanni ingår i släktet Nematus, och familjen bladsteklar. Arten är reproducerande i Sverige.